# Eridolius lineiger
Eridolius lineiger är en stekelart som först beskrevs av Thomson 1883.  Eridolius lineiger ingår i släktet Eridolius och familjen brokparasitsteklar. Arten är reproducerande i Sverige. Inga underarter finns listade i Catalogue of Life.